# إدوارد بي. سير
إدوارد بي. سير هو سياسي أمريكي، ولد في 3 مايو 1914، وتوفي في 9 يناير 1992. انتخب عضو مجلس ولاية مين ‏.